# لئونید آمانسکی
لئونید آمانسکی (انگلیسی: Leonid A. Umansky; ۲۳ ژوئیهٔ ۱۸۹۰ – ۳ آوریل ۱۹۵۷) دانشمند اهل روسیه بود.
وی همچنین برندهٔ جوایزی همچون مدال ادیسون انجمن مهندسان برق و الکترونیک شده است.